# Liste des as australiens de la Première Guerre mondiale

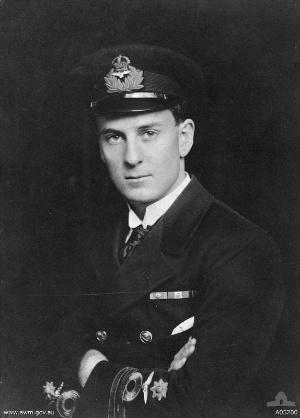
Robert A. Little, le meilleur as australien de la guerre.

Cette liste des as australiens de la Première Guerre mondiale  contient les noms d'aviateurs originaires d'Australie ayant obtenu le statut d'as selon les règles en vigueur pour le Commonwealth à cette période.

## Contexte
Durant toute la Première Guerre mondiale, l'Australian Flying Corps reste d'une taille modeste, puisqu'il ne vit passer que 410 pilotes et 153 observateurs sur toute la durée de la guerre. Beaucoup de pilotes australiens (environ 200) servirent donc sous couleur britanniques dans le Royal Flying Corps ou le Royal Naval Air Service puis dans la Royal Air Force lorsque les deux entités précédentes fusionnèrent en 1918.

## Normes des victoires aériennes
Le décompte des victoires aériennes par les Britanniques est déterminé par la volonté du haut commandement de maintenir une offensive aérienne continue. Dès le début, ils considèrent comme victorieuses les actions qui déjouent les intentions des Allemands. Leur système de comptage est orienté vers la reconnaissance de la victoire morale que représente le fait de contrecarrer les actions offensives de l'ennemi, ainsi que la victoire physique que représente la destruction de ses avions.
1. Un pilote britannique ou du Commonwealth appartenant au Royal Flying Corps (RFC) et au Royal Naval Air Service, ou les pilotes australiens de l'Australian Flying Corps, peuvent être crédités d'une victoire pour avoir détruit un avion ennemi, pour l'avoir abattu et mis hors de contrôle, pour l'avoir capturé ou pour avoir détruit un ballon d'observation ennemi[3]. Au tout début des combats aériens, en 1915 et 1916, les victoires peuvent également être attribuées pour avoir forcé un avion ennemi à atterrir en territoire allié ou ennemi[3].
2. En 1917, le nombre de victoires « hors de contrôle » (« out of control »), « abattu » (« driven down ») et « forcé à atterrir » (« forced to land ») surcharge le système de notation[4]. Alors que les combats aériens s'intensifient au point que les pilotes britanniques soumettent jusqu'à 50 réclamations certains jours, le système de comptage sature[4]. En mai 1918, la nouvellement formée Royal Air Force cesse, soi-disant, de comptabiliser les victoires « hors de contrôle » dans les scores des pilotes, mais les crédite toujours aux pilotes pour l'attribution des décorations. Les victoires se limitent aux avions ennemis détruits, aux avions ennemis abattus hors de contrôle s'ils semblent si endommagés qu'ils vont s'écraser, et aux avions capturés[4]. Les quartiers généraux des Squadron (escadron), des Brigade (brigade) et des Wing (escadre) tiennent tous compte des scores individuels et des scores des unités[4].
3. Le système d'approbation commence par un rapport de combat du Squadron soumis au QG de la Wing[5]. Celui-ci transmet à son tour le rapport au QG de la Brigade. La Wing ou la Brigade peuvent approuver ou désapprouver le rapport ; parfois, l'une confirme la victoire et l'autre non[5].
4. Les victoires sont rapportées par le QG du RFC via un communiqué[5]. La date limite pour le communiqué quotidien (surnommé « Comic Cuts » par les pilotes) est fixée à 16 h[5]. L'adoption d'un système qui ne rend pas toujours compte d'un événement le jour où il se produit réellement ajoute à la confusion causée par le double compte rendu[5].
5. Dans les cas où plus d'un pilote (ou observateur) est impliqué dans une victoire britannique, la pratique est particulièrement incohérente. Puisqu'après tout un seul avion ennemi est détruit, la victoire au niveau de l'unité (au Squadron ou à la Wing par exemple) est comptée pour un[5]. D'un autre côté, dans certains cas, tous les pilotes concernés peuvent recevoir un crédit complet à leur score personnel, car les victoires à cette époque ne sont pas divisées de manière fractionnée, comme cela a été le cas plus tard[5]. À titre d'exemple frappant, pas moins de douze pilotes du RFC ont chacun revendiqué une victoire parce qu'ils ont contribué à détruire un Albatros D.III le 8 avril 1917[6]. Cependant, certains squadrons ne comptent ces victoires que pour l'unité concernée sans les créditer à un individu, ou comptent les scores « partagés » séparément des victoires « solo » d'un pilote particulier[7]. Dans le cas d'équipages de biplaces, le pilote et l'observateur peuvent tous deux être crédités d'une victoire[7]. La règle habituelle consiste à créditer toutes les victoires au pilote d'un Sopwith 1½ Strutter ou d'un Bristol F.2 Fighter biplace, mais l'observateur/tireur n'est crédité que pour les cas où il a tiré avec son arme[7]. Certains squadrons tiennent des listes distinctes des as pilotes et des as observateurs, d'autres non[7].
6. Contrairement aux autres forces aériennes de l'époque, les autorités britanniques n'exigent pas nécessairement une vérification indépendante au sol d'une victoire pour l'attribuer[5].

## Liste par nombre de victoires
| Nom du pilote                       | Unités                                                                             | Victoires | Remarques | Sources |
| Robert A. Little†                   | No. 1 Naval Wing, No. 8 Squadron RNAS, No. 203 Squadron RAF                        | 47        | Tué le 27 mai 1918 |         |
| Roderic Stanley Dallas†             | No. 1 Naval Wing, No. 1 Squadron RNAS, No. 40 Squadron RAF                         | 32/39     | Tué le 1er juin 1918 | ,       |
| Arthur Henry Cobby                  | No. 4 Squadron AFC                                                                 | 29        | | ,       |
| Elwyn Roy King                      | No. 4 Squadron AFC                                                                 | 26        | | [ 8 ]   |
| Alexander Augustus Pentland         | No. 16 Squadron RFC, No. 29 Squadron RFC, No. 19 Squadron RFC, No. 87 Squadron RAF | 23        | | [ 8 ]   |
| Edgar McCloughry                    | No. 23 Squadron RFC, No. 4 Squadron AFC                                            | 21        | | [ 8 ]   |
| Richard Minifie (en)                | No. 1 Naval Wing, No. 1 Squadron RNAS                                              | 21        | | [ 8 ]   |
| Edgar Johnston (en)                 | No. 24 Squadron RFC, No. 88 Squadron RAF                                           | 20        | | [ 8 ]   |
| Andrew Cowper (en)                  | No. 24 Squadron RAF                                                                | 19        | | ,       |
| Cedric Ernest Howell                | No. 45 Squadron RAF                                                                | 19        | Tué dans un accident le 10 décembre 1919 à Corfou, lors d'une course entre l'Angleterre et l'Australie. | [ 8 ]   |
| Fred Parkinson Holliday (en)        | No. 48 Squadron RFC                                                                | 17        | Né australien, il grandit en Grande-Bretagne et déménage au Canada avant le début de la Première Guerre mondiale. | [ 8 ]   |
| Allan Hepburn (en)                  | No. 24 Squadron RFC, No. 40 Squadron RFC, No. 88 Squadron RAF                      | 16        | | [ 8 ]   |
| Francis Smith (en)                  | No. 2 Squadron AFC                                                                 | 16        | | [ 8 ]   |
| John Rutherford Gordon (en)         | No. 62 Squadron RAF                                                                | 15        | |         |
| Roy Cecil Phillipps                 | No. 32 Squadron RFC, No. 2 Squadron AFC                                            | 15        | | [ 8 ]   |
| Arthur Coningham                    | No. 32 Squadron RFC, No. 92 Squadron RAF                                           | 14        | | [ 8 ]   |
| Herbert Gilles Watson (en)          | No. 4 Squadron AFC                                                                 | 14        | | [ 8 ]   |
| Harold A. Hamersley (en)            | No. 60 Squadron RFC                                                                | 13        | | [ 8 ]   |
| Eric John Stephens (en)             | No. 41 Squadron RAF                                                                | 13        | | [ 8 ]   |
| Thomas Charles Richmond Baker†      | No. 4 Squadron AFC                                                                 | 12        | Tué au combat le 4 novembre 1918 | ,       |
| Raymond Brownell                    | No. 45 Squadron RFC                                                                | 12        | | ,       |
| Roby Manuel (en)                    | No. 2 Squadron AFC                                                                 | 12        | | [ 8 ]   |
| Cecil Roy Richards (en)             | No. 20 Squadron RFC                                                                | 12        | | [ 8 ]   |
| Leonard Taplin (en)                 | No. 67 Squadron RFC, No. 1 Squadron AFC, No. 4 Squadron AFC                        | 12        | | [ 8 ]   |
| Henry Garnet Forrest (en)           | No. 43 Squadron RFC, No. 32 Squadron RFC, No. 2 Squadron AFC                       | 11        | | [ 8 ]   |
| Geoffrey H. Hooper (en)             | No. 11 Squadron RFC, No. 20 Squadron RAF                                           | 11        | | [ 8 ]   |
| Geoffrey Forrest Hughes             | No. 62 Squadron RAF                                                                | 11        | | [ 8 ]   |
| Herbert Larkin (en)                 | No. 5 Squadron RFC, No. 87 Squadron RAF                                            | 11        | | [ 8 ]   |
| Ross Macpherson Smith               | No. 67 Squadron RFC, No. 1 Squadron AFC                                            | 11        | Tué accidentellement en 1922, alors qu'il préparait un tour du monde en avion. | [ 8 ]   |
| Adrian Trevor Cole                  | No. 1 Squadron AFC, No. 2 Squadron AFC                                             | 10        | | ,       |
| Stanley James Goble                 | No. 1 Naval Wing, No. 8 Squadron RNAS, No. 5 Squadron RNAS, No. 205 Squadron RAF   | 10        | | [ 8 ]   |
| Alfred Shepherd (en)†               | No. 29 Squadron RFC                                                                | 10        | Tué au combat le 20 juin 1917 | [ 8 ]   |
| Eric Douglas Cummings (en)          | No. 2 Squadron AFC                                                                 | 9         | | ,       |
| Arthur Thomas Drinkwater (en)       | No. 57 Squadron RFC, No. 40 Squadron RAF                                           | 9         | | ,       |
| Richard Watson Howard (en)†         | No. 68 Squadron RFC, No. 57 Squadron RFC, No. 2 Squadron AFC                       | 9         | Tué au combat le 22 mars 1918 | [ 8 ]   |
| Gregory Hamilton Blaxland (sl)      | No. 2 Squadron AFC                                                                 | 8         | | ,       |
| Clive Brewster-Joske (en)           | No. 1 Squadron RFC, No. 46 Squadron RFC                                            | 8         | | ,       |
| Roy Maxwell Drummond                | No. 67 Squadron RFC, No. 111 Squadron RFC                                          | 8         | | ,       |
| Garfield Finlay (en)                | No. 1 Squadron AFC                                                                 | 8         | |         |
| George Clifton Peters (en)          | No. 1 Squadron AFC                                                                 | 8         | | [ 8 ]   |
| Richard Watson Howard (en)          | No. 57 Squadron RFC, No. 68 Squadron RFC, No. 2 Squadron AFC                       | 8         | |         |
| George Goodman Simpson (en)         | No. 8 Squadron RNAS                                                                | 8         | |         |
| Leslie Sutherland (en)              | No. 1 Squadron AFC                                                                 | 8         | |         |
| Frank Alberry (en)                  | No. 2 Squadron AFC                                                                 | 7         | Alberry débute la guerre en tant que fantassin avant d'être gravement blessé en 1917. Malgré une jambe amputée au dessus du genoux, il demande personnellement au roi George V de servir dans l'Australian Flying Corps, ce qui lui est accordé. | ,       |
| Thomas Barkell                      | No. 4 Squadron AFC                                                                 | 7         | | ,       |
| Ernest Davies (en)                  | No. 2 Squadron AFC                                                                 | 7         | | ,       |
| George Jones                        | No. 4 Squadron AFC                                                                 | 7         | Mort le 24 août 1992, à 95 ans. Il était alors le dernier as australien en vie. | [ 8 ]   |
| Edward Patrick Kenney (en)          | No. 1 Squadron AFC                                                                 | 7         | | [ 8 ]   |
| Walter Kirk (en)                    | No. 1 Squadron AFC                                                                 | 7         | |         |
| Paul McGinness (en)                 | No. 1 Squadron AFC                                                                 | 7         | | [ 8 ]   |
| Arthur John Palliser (pt)†          | No. 4 Squadron AFC                                                                 | 7         | Tué au combat le 4 novembre 1918 | [ 8 ]   |
| George Peters (en)                  | No. 1 Squadron AFC                                                                 | 7         | |         |
| Lancelot Richardson (en)†           | No. 25 Squadron RFC                                                                | 7         | Tué au combat le 13 avril 1917 | [ 8 ]   |
| Albert Ernest Robertson (en)        | No. 4 Squadron AFC                                                                 | 7         | | [ 8 ]   |
| Charles Owen Stone (sl)             | No. 2 Squadron AFC                                                                 | 7         | |         |
| Norman Trescowthick (en)            | No. 4 Squadron AFC                                                                 | 7         | | [ 8 ]   |
| George Hatfield Dingley Gossip (sl) | No. 4 Squadron RNAS                                                                | 6         | |         |
| John Hay                            | No. 40 Squadron RFC                                                                | 6         | | [ 8 ]   |
| Philip Andrew Johnston†             | No. 8 Squadron RNAS                                                                | 6         | Tué au combat le 17 août 1917 |         |
| George Lingham (en)                 | No. 43 Squadron RAF                                                                | 6         | | [ 8 ]   |
| Garnet Francis Malley               | No. 4 Squadron AFC                                                                 | 6         | | [ 8 ]   |
| Robert McKenzie (en)                | No. 2 Squadron AFC                                                                 | 6         | | [ 8 ]   |
| Harry Rigby (en)                    | No. 40 Squadron RFC, No. 1 Squadron RAF                                            | 6         | | [ 8 ]   |
| Eric Landon Simonson (sl)           | No. 2 Squadron AFC                                                                 | 6         | | [ 8 ]   |
| Claud Robert James Thompson (sl)†   | No. 19 Squadron RFC                                                                | 6         | Tué au combat le 17 juillet 1918 | [ 8 ]   |
| Albert Tonkin (en)                  | No. 1 Squadron AFC                                                                 | 6         | | [ 22 ]  |
| James Hamilton Traill (en)          | No. 1 Squadron AFC                                                                 | 6         | |         |
| William Weir (en)                   | No. 1 Squadron AFC                                                                 | 6         | |         |
| James Wellwood (en)                 | No. 2 Squadron AFC                                                                 | 6         | | [ 8 ]   |
| Allan Brown (en)                    | No. 1 Squadron AFC                                                                 | 5         | | ,       |
| Alexander Clark (en)                | No. 2 Squadron AFC                                                                 | 5         | | ,       |
| George M. Cox (en)                  | No. 2 Squadron AFC                                                                 | 5         | | ,       |
| Sydney Dalrymple (en)               | No. 24 Squadron RFC, No. 27 Squadron RFC, No. 139 Squadron RAF                     | 5         | |         |
| Herbert James Edwards (en)          | No. 32 Squadron RFC, No. 92 Squadron RFC                                           | 5         | | ,       |
| Hudson Fysh (en)                    | No. 1 Squadron AFC, No. 67 Squadron RAF                                            | 5         | |         |
| Walter Irving Newby Grant (en)      | No. 88 Squadron RFC                                                                | 5         | | [ 22 ]  |
| Eustace Headlam (en)                | No. 1 Squadron RFC, No. 2 Squadron RFC, No. 67 Squadron AFC                        | 5         | | [ 27 ]  |
| Les Holden (en)                     | No. 2 Squadron AFC                                                                 | 5         | | [ 8 ]   |
| Ernest Mustard (en)                 | No. 1 Squadron AFC                                                                 | 5         | |         |
| Gordon Taylor (en)                  | No. 66 Squadron RFC                                                                | 5         | |         |
| John Seymour Turnbull (en)†         | No. 56 Squadron RFC, No. 41 Squadron RAF                                           | 5         | Tué au combat le 17 juin 1918 | [ 28 ]  |